# Aldila Sutjiadi
Aldila Sutjiadi (Giacarta, 2 maggio 1995) è una tennista indonesiana.

## Carriera
Aldila Sutjiadi ha vinto 1 titolo in singolare e 16 titoli nel doppio nel circuito ITF in carriera. Il 24 maggio 2021 ha raggiunto il best ranking mondiale nel singolare al numero 344, mentre il 23 ottobre 2023 ha ottenuto il miglior piazzamento mondiale nel doppio, al numero 26.
Specialista nel doppio, ha vinto 4 titoli nel circuito WTA: il primo è arrivato nel 2022 a Bogotà in coppia con Astra Sharma; gli altri tre li ha ottenuti nel 2023, uno in coppia con Erin Routliffe (Austin) e due con la giapponese Miyu Katō (Auckland e Cleveland). A livello slam, ha raggiunto come miglior risultato il terzo turno in tutti e quattro i major.
Nel doppio misto ha raggiunto due semifinali slam assieme a Matwé Middelkoop, la prima al Roland Garros 2023 e la seconda a Wimbledon 2023.

## Statistiche WTA

### Doppio

#### Vittorie (5)
| Legenda              |
| -------------------- |
| Grande Slam (0)      |
| Ori Olimpici (0)     |
| WTA Finals (0)       |
| WTA Elite Trophy (0) |
| Dal 2021             |
| WTA 1000 (0)         |
| WTA 500 (0)          |
| WTA 250 (5)          |

| N. | Data            | Torneo                        | Superficie  | Compagna       | Avversarie in finale                   | Punteggio           |
| 1. | 9 aprile 2022   | Copa Colsanitas, Bogotà       | Terra rossa | Astra Sharma   | Emina Bektas Tara Moore                | 4-6, 6-4, [11-9]    |
| 2. | 8 gennaio 2023  | ASB Classic, Auckland         | Cemento     | Miyu Katō      | Leylah Fernandez Bethanie Mattek-Sands | 1-6, 7-5, [10-4]    |
| 3. | 5 marzo 2023    | ATX Open, Austin              | Cemento     | Erin Routliffe | Nicole Melichar-Martinez Ellen Perez   | 6-4, 3-6, [10-8]    |
| 4. | 26 agosto 2023  | Tennis in the Land, Cleveland | Cemento     | Miyu Katō      | Nicole Melichar-Martinez Ellen Perez   | 6-4, 6(4)-7, [10-8] |
| 5. | 4 febbraio 2024 | Thailand Open, Hua Hin        | Cemento     | Miyu Katō      | Guo Hanyu Jiang Xinyu                  | 6-4, 1-6, [10-7]    |

#### Sconfitte (3)
| Legenda              |
| -------------------- |
| Grande Slam (0)      |
| Argenti Olimpici (0) |
| WTA Finals (0)       |
| WTA Elite Trophy (1) |
| Dal 2021             |
| WTA 1000 (0)         |
| WTA 500 (1)          |
| WTA 250 (1)          |

| N. | Data            | Torneo                                   | Superficie  | Compagna      | Avversarie in finale                     | Punteggio        |
| 1. | 23 luglio 2022  | Hamburg European Open, Amburgo           | Terra rossa | Miyu Katō     | Sophie Chang Angela Kulikov              | 3-6, 6-4, [6-10] |
| 2. | 29 ottobre 2023 | WTA Elite Trophy, Zhuhai                 | Cemento (i) | Miyu Katō     | Beatriz Haddad Maia Veronika Kudermetova | 3-6, 3-6         |
| 3. | 25 maggio 2024  | Internationaux de Strasbourg, Strasburgo | Terra rossa | Asia Muhammad | Cristina Bucșa Monica Niculescu          | 6-3, 4-6, [6-10] |

## Circuito WTA 125

### Doppio

#### Vittorie (4)
| N. | Data             | Torneo                   | Superficie  | Compagna          | Avversarie in finale             | Punteggio           |
| 1. | 29 ottobre 2022  | Abierto Tampico, Tampico | Cemento     | Tereza Mihalíková | Ashlyn Krueger Elizabeth Mandlik | 7-5, 6-2            |
| 2. | 13 novembre 2022 | Colina Open, Colina      | Terra rossa | Jana Sizikova     | Mayar Sherif Tamara Zidanšek     | 6-1, 3-6, [10-7]    |
| 3. | 18 maggio 2024   | Clarins Open, Parigi     | Terra rossa | Asia Muhammad     | Monica Niculescu Zhu Lin         | 7-6(3), 4-6, [11-9] |
| 4. | 2 maggio 2025    | Catalonia Open, Vic      | Terra rossa | Bianca Andreescu  | Leylah Fernandez Lulu Sun        | 6-2, 6-4            |

#### Sconfitte (2)
| N. | Data            | Torneo                          | Superficie  | Compagna           | Avversarie in finale         | Punteggio        |
| 1. | 31 luglio 2021  | LTP Women's Open, Charleston    | Terra verde | Erin Routliffe     | Liang En-shuo Rebecca Marino | 7-5, 5-7, [7-10] |
| 2. | 6 novembre 2021 | Midland Tennis Classic, Midland | Cemento (i) | Peangtarn Plipuech | Harriet Dart Asia Muhammad   | 3-6, 6-2, [7-10] |

## Statistiche ITF

### Singolare

#### Vittorie (1)
| Torneo $100.000 (0) |
| Torneo $80.000 (0)  |
| Torneo $75.000 (0)  |
| Torneo $60.000 (0)  |
| Torneo $50.000 (0)  |
| Torneo $25.000 (0)  |
| Torneo $15.000 (1)  |
| Torneo $10.000 (0)  |

| N. | Data           | Torneo                          | Superficie | Avversaria in finale | Punteggio |
| 1. | 14 giugno 2018 | Solo Women's Circuit, Surakarta | Cemento    | Du Zhima             | 6-2, 6-0  |

#### Sconfitte (3)
| Torneo $100.000 (0) |
| Torneo $80.000 (0)  |
| Torneo $75.000 (0)  |
| Torneo $60.000 (0)  |
| Torneo $50.000 (0)  |
| Torneo $25.000 (1)  |
| Torneo $15.000 (2)  |
| Torneo $10.000 (0)  |

| N. | Data            | Torneo                                                    | Superficie | Avversaria in finale | Punteggio     |
| 1. | 2 dicembre 2018 | Cal-Comp and XYZ Printing ITF Pro Circuit Series, Hua Hin | Cemento    | Nudnida Luangnam     | 1–6, 6–3, 3–6 |
| 2. | 9 dicembre 2018 | Cal-Comp and XYZ Printing ITF Pro Circuit Series, Hua Hin | Cemento    | Nudnida Luangnam     | 3–6, 6–1, 1–6 |
| 3. | 26 maggio 2019  | Singapore ITF Women's, Singapore                          | Cemento    | Nudnida Luangnam     | 3-6, 2-6      |

### Doppio

#### Vittorie (16)
| Torneo $100.000 (3) |
| Torneo $80.000 (0)  |
| Torneo $75.000 (0)  |
| Torneo $60.000 (2)  |
| Torneo $50.000 (0)  |
| Torneo $25.000 (8)  |
| Torneo $15.000 (2)  |
| Torneo $10.000 (1)  |

| N.  | Data             | Torneo                                                    | Superficie  | Compagna         | Avversarie in finale                 | Punteggio              |
| 1.  | 14 giugno 2014   | Surakarta Cup, Surakarta                                  | Cemento     | Nadia Ravita     | Beatrice Gumulya Jessy Rompies       | 6–2, 7–6(3)            |
| 2.  | 21 luglio 2018   | PELTI Widya Chandra International Circuit, Giacarta       | Cemento     | Arianne Hartono  | Mana Ayukawa Zeel Desai              | 6-1, 6-2               |
| 3.  | 17 novembre 2018 | Bhavna Memorial, Muzaffarnagar                            | Erba        | Wang Danni       | Kyōka Okamura Michika Ozeki          | 7–6(6), 7–5            |
| 4.  | 8 dicembre 2018  | Cal-Comp and XYZ Printing ITF Pro Circuit Series, Hua Hin | Cemento     | Nadia Ravita     | Joanna Garland Mananchaya Sawangkaew | 6–2, 6-4               |
| 5.  | 26 gennaio 2019  | ITF Women's Circuit Singapore, Singapore                  | Cemento     | Paige Hourigan   | Eudice Chong Zhang Ling              | 6-2, 6-3               |
| 6.  | 14 aprile 2019   | Sunrise Aluminium Women's Circuit, Hong Kong              | Cemento     | Paige Hourigan   | Maddison Inglis Kayla McPhee         | 6-3, 6-1               |
| 7.  | 25 maggio 2019   | ITF Women's Circuit Singapore, Singapore                  | Cemento     | Paige Hourigan   | Emily Appleton Catherine Harrison    | 6-1, 7-6(5)            |
| 8.  | 27 luglio 2019   | ITF Pro Circuit, Nonthaburi                               | Cemento     | Eudice Chong     | Akiko Ōmae Peangtarn Plipuech        | 7-6(2), 6-4            |
| 9.  | 3 agosto 2019    | ITF Pro Circuit, Nonthaburi                               | Cemento     | Eudice Chong     | Wu Meixu Erika Sema                  | 6-2, 6-1               |
| 10. | 12 ottobre 2019  | Gosen Cup, Makinohara                                     | Sintetico   | Eudice Chong     | Erina Hayashi Momoko Kobori          | 6(5)-7, 7–6(5), [10–4] |
| 11. | 19 ottobre 2019  | Hamamatsu Women's Open, Hamamatsu                         | Sintetico   | Eudice Chong     | Sakura Hondo Ramu Ueda               | 6-3, 6-4               |
| 12. | 16 maggio 2021   | FineMark Women's Pro Tennis Championship, Bonita Springs  | Terra verde | Erin Routliffe   | Eri Hozumi Miyu Katō                 | 6-3, 4-6, [10-6]       |
| 13. | 26 giugno 2021   | LTP Charleston Pro Tennis, Charleston                     | Terra verde | Fanny Stollár    | Rasheeda McAdoo Peyton Stearns       | 6-0, 6-4               |
| 14. | 30 aprile 2022   | LTP Charleston Pro Tennis, Charleston                     | Terra verde | Katarzyna Kawa   | Sophie Chang Angela Kulikov          | 6-1, 6-4               |
| 15. | 6 agosto 2022    | Lexington Challenger, Lexington                           | Cemento     | Kateryna Volodko | Jada Hart Dalayna Hewitt             | 7-5, 6-3               |
| 16. | 12 aprile 2025   | Zaragoza Open, Saragozza                                  | Terra rossa | Olivia Gadecki   | Aliona Bolsova Ángela Fita Boluda    | 6-4, 6-3               |

#### Sconfitte (10)
| Torneo $100.000 (0) |
| Torneo $80.000 (0)  |
| Torneo $75.000 (0)  |
| Torneo $60.000 (2)  |
| Torneo $50.000 (0)  |
| Torneo $25.000 (4)  |
| Torneo $15.000 (3)  |
| Torneo $10.000 (1)  |

| N.  | Data             | Torneo                                                    | Superficie  | Compagna           | Avversarie in finale                 | Punteggio           |
| 1.  | 6 luglio 2013    | Surakarta Cup, Surakarta                                  | Cemento     | Zhu Ai Wen         | Beatrice Gumulya Jessy Rompies       | 2–6, 4–6            |
| 2.  | 5 maggio 2018    | Thailand ITF $15,000 Women's Pro Circuit, Hua Hin         | Cemento     | Sheng Yuqi         | Zeel Desai Bunyawi Thamchaiwat       | 5–7, 1–6            |
| 3.  | 12 maggio 2018   | Thailand ITF $15,000 Women's Pro Circuit, Hua Hin         | Terra rossa | Sheng Yuqi         | Wang Danni Amy Zhu                   | 6–1, 4–6, [7–10]    |
| 4.  | 1º dicembre 2018 | Cal-Comp and XYZ Printing ITF Pro Circuit Series, Hua Hin | Cemento     | Ayaka Okuno        | Bunyawi Thamchaiwat Nudnida Luangnam | 4-6, 2-6            |
| 5.  | 24 agosto 2019   | ITF World Tennis Tour Guiyang, Guiyang                    | Cemento     | Eudice Chong       | Erika Takao Remi Tezuka              | 5–7, 5–7            |
| 6.  | 1º maggio 2021   | Boyd Tinsley Women's Clay Court Classic, Charlottesville  | Terra verde | Erin Routliffe     | Anna Danilina Arina Rodionova        | 1-6, 3-6            |
| 7.  | 19 giugno 2021   | Palmetto Pro Open, Sumter                                 | Cemento     | Paige Hourigan     | Emina Bektas Catherine Harrison      | 5-7, 4-6            |
| 8.  | 8 gennaio 2022   | Traralgon Challenger, Città di Latrobe                    | Cemento     | Catherine Harrison | Emina Bektas Tara Moore              | 6-0, 6(1)-7, [8-10] |
| 9.  | 8 ottobre 2022   | Ascension Project Women's Open, Redding                   | Cemento     | Alexa Glatch       | Rasheeda McAdoo Hanna Poznichirenko  | 6(3)-7, 5-7         |
| 10. | 1º marzo 2025    | Arcadia Women's Pro Open, Arcadia                         | Cemento     | Janice Tjen        | Victoria Osuigwe Alana Smith         | 3-6, 4-6            |